# 第57回カンヌ国際映画祭
第57回カンヌ国際映画祭（だい57かいカンヌこくさいえいがさい）は、2004年5月12日から5月23日にかけて開催された。
パルム・ドールを受賞したのはマイケル・ムーア監督の『華氏911』で、ドキュメンタリー映画として初めての受賞となった。また、男優賞は日本映画『誰も知らない』の柳楽優弥が14歳にして受賞した。

## 受賞結果
- パルム・ドール：『華氏911』（マイケル・ムーア）
- グランプリ：『オールド・ボーイ』（パク・チャヌク）
- 審査員賞：『トロピカル・マラディ』（アピチャートポン・ウィーラセータクン）
- 監督賞：トニー・ガトリフ（『愛より強い旅』）
- 男優賞：柳楽優弥（『誰も知らない』）
- 女優賞：マギー・チャン（『クリーン』）
- 脚本賞：アニエス・ジャウィ、ジャン＝ピエール・バクリ（『みんな誰かの愛しい人』）
- カメラ・ドール：Keren Yedaya（『Or』）
- ある視点賞：『Moolaade』（センベーヌ・ウスマン）

## 審査員

### コンペティション部門
- 審査員長
  - クエンティン・タランティーノ（アメリカ/監督）
- 審査員
  - エマニュエル・ベアール（フランス/女優）
  - エドウィージ・ダンティカ（ハイチ・アメリカ/作家）
  - ティルダ・スウィントン（イギリス/女優）
  - キャスリーン・ターナー（アメリカ/女優）
  - ブノワ・ポールヴールド（ベルギー/俳優）
  - ジェリー・シャッツバーグ（アメリカ/監督）
  - ツイ・ハーク（香港/監督）
  - ペーター・フォン・バック（フィンランド/監督）

## 上映作品

### コンペティション部門
| 題名 原題                                                                              | 監督                                                               | 製作国                                                                        |
| -------------------------------------------------------------------------------------- | ------------------------------------------------------------------ | ----------------------------------------------------------------------------- |
| 2046 2046                                                                              | ウォン・カーウァイ                                                 | 中国 フランス 香港 ドイツ                                                     |
| クリーン Clean                                                                         | オリヴィエ・アサヤス                                               | フランス カナダ イギリス                                                      |
| みんな誰かの愛しい人 Comme une image                                                   | アニエス・ジャウィ                                                 | フランス イタリア                                                             |
| 誰も知らない                                                                           | 是枝裕和                                                           | 日本                                                                          |
| モーターサイクル・ダイアリーズ Diarios de motocicleta                                  | ウォルター・サレス                                                 | アルゼンチン アメリカ合衆国 イギリス · ドイツ メキシコ チリ · ペルー フランス |
| ベルリン、僕らの革命 Die fetten Jahre sind vorbei                                      | ハンス・ワインガルトナー                                           | ドイツ オーストリア                                                           |
| 愛より強い旅 Exils                                                                     | トニー・ガトリフ                                                   | フランス 日本                                                                 |
| 華氏911 Fahrenheit 9/11                                                                | マイケル・ムーア                                                   | アメリカ合衆国                                                                |
| イノセンス                                                                             | 押井守                                                             | 日本                                                                          |
| La Niña Santa (The Holy Girl)                                                          | ルクレシア・マルテル                                               | アルゼンチン イタリア オランダ スペイン                                       |
| 愛の果てへの旅 Le conseguenze dell'amore                                               | パオロ・ソレンティーノ                                             | イタリア                                                                      |
| モンドヴィーノ Mondovino                                                               | ジョナサン・ノシター                                               | アルゼンチン フランス イタリア アメリカ合衆国                                 |
| オールド・ボーイ 올드보이                                                              | パク・チャヌク                                                     | 韓国                                                                          |
| シュレック2 Shrek 2                                                                    | アンドリュー・アダムソン ケリー・アズベリー コンラッド・ヴァーノン | アメリカ合衆国                                                                |
| トロピカル・マラディ Tropical Malady                                                   | アピチャッポン・ウィーラセタクン                                   | タイ フランス ドイツ イタリア                                                 |
| レディ・キラーズ The Ladykillers                                                       | コーエン兄弟                                                       | アメリカ合衆国                                                                |
| ライフ・イズ・コメディ! ピーター・セラーズの愛し方 The Life and Death of Peter Sellers | スティーヴン・ホプキンス                                           | アメリカ合衆国 イギリス                                                       |
| 女は男の未来だ 여자는 남자의 미래다                                                    | ホン・サンス                                                       | 韓国                                                                          |
| ライフ・イズ・ミラクル Zivot je cudo                                                   | エミール・クストリッツァ                                           | セルビア・モンテネグロ フランス イタリア                                      |

### ある視点部門
| 題名 原題                                                             | 監督                                        | 製作国                                  |
| --------------------------------------------------------------------- | ------------------------------------------- | --------------------------------------- |
| 10話 10 ON TEN                                                        | アッバス・キアロスタミ                      | イラン                                  |
| いつか会える À tout de suite                                          | ブノワ・ジャコ                              | フランス                                |
| Alexandrie... New York                                                | ユーセフ・シャヒーン                        | エジプト                                |
| スイスへようこそ Bienvenue en Suisse                                  | レア・ファゼール                            | フランス スイス                         |
| 清風明月 Sword in the Moon                                            | キム・ウィソク                              | 韓国                                    |
| タブロイド Crónicas                                                   | セバスチャン・コルデロ                      | メキシコ エクアドル                     |
| Dear フランキー Dear Frankie                                          | ショーナ・オーバック                        | イギリス                                |
| Hotel ホテル Hotel                                                    | ジェシカ・ハウスナー                        | オーストリア ドイツ                     |
| 灰と土 Khakestar-o-khak (Terre et Cendres)                            | アティーク・ラヒーミー                      | アフガニスタン フランス                 |
| Kontroll                                                              | ニムロッド・アーントル                      | ハンガリー                              |
| Lu Cheng                                                              | ヤン・チャオ                                | 中国                                    |
| Marseille                                                             | アンゲラ・シャネレック                      | ドイツ                                  |
| Moolaade                                                              | センベーヌ・ウスマン                        | セネガル                                |
| Nelly                                                                 | ロール・デュシルール                        | フランス                                |
| Noite Escura                                                          | ジョアン・カニージョ                        | ポルトガル                              |
| 赤いアモーレ Non Ti Muovere                                           | セルジオ・カステリット                      | イタリア スペイン イギリス              |
| ライト級 Poids leger                                                  | ジャン・ピエール・アメリス                  | フランス ベルギー                       |
| Shiza                                                                 | グーカ・オマロヴァ                          | カザフスタン ロシア フランス ドイツ     |
| 15歳のダイアリー Somersault                                           | ケイト・ショートランド                      | オーストラリア                          |
| リチャード・ニクソン暗殺を企てた男 The Assassination of Richard Nixon | ニルス・ミューラー                          | アメリカ合衆国                          |
| ウィスキー Whisky                                                     | フアン・パブロ・レベージャ パブロ・ストール | ウルグアイ アルゼンチン ドイツ スペイン |

### 特別招待作品
- アワーミュージック - ジャン＝リュック・ゴダール
- アンリ・ラングロワ ファントム・オブ・シネマテーク - ジャック・リシャール
- キル・ビル - クエンティン・タランティーノ
- 五線譜のラブレター DE-LOVELY - アーウィン・ウィンクラー
- トロイ - ウォルフガング・ペーターゼン
- 下妻物語 - 中島哲也
- ドーン・オブ・ザ・デッド - ザック・スナイダー
- バッド・エデュケーション - ペドロ・アルモドーバル
- バッドサンタ - テリー・ツワイゴフ
- 5 five ～小津安二郎に捧げる～ - アッバス・キアロスタミ
- ブレイキング・ニュース - ジョニー・トー
- LOVERS - チャン・イーモウ
- Born to Film - フレデリック・ソシェール
- Glauber the Movie, Labyrinth of Brazil - シルヴィオ・テンドレル
- I Died in Childhood... - ゲオルギー・パラジャーノフ
- Salvador Allende - パトリシオ・グスマン
- The 10th District Court: Moments of Trial - レイモン・ドゥパルドン
- The Gate of the Sun - ユスリー・ナスラッラー
- Words in Progress - ジル・ジャコブ
- Z Channel: A Magnificient Obsession - アレクサンドラ・カサヴェテス